# Петр Безруч
Петр Безруч (настоящее имя Владимир Вашек; 15 сентября 1867 — 17 февраля 1958) — австрийский и чехословацкий поэт и писатель, писавший на чешском языке. Член Чешской академии наук и искусства.

## Биография
Родился в Опаве в семье Антонина Вашека, филолога, педагога и силезского националиста, который с 1860 года издавал Opavský besedník, одну из первых газет на чешском языке. Его отец был одним из первых, кто на основании филологического анализа заявил, что Краледворская и Зеленогорская рукописи являются подделками, а их автором был Вацлав Ганка. Его мать Мария, урождённая Божкова, происходила из богатой семьи из города Тинец-над-Лабем. В 1873 году из-за деятельности отца семья была вынуждена переехать в Брно, но каждое лето Вашек ездил с отцом в Опаву на охоту. В семье Вашеков между родителями не было ладу, а отец к тому же страдал от нападок за свои статьи о подделке рукописей. В 1880 году Антонин Вашек умер от туберкулёза, а мать Владимира осталась одна с шестью детьми в тяжёлом финансовом положении.
В 1881 году Вашек пошёл в школу, где ему с огромным трудом давались немецкий язык, математика и пение, но где он преуспел в изучении древнегреческого языка и начал писать первые стихи, которые были посвящены высмеиванию нелюбимых им преподавателей. Он также увлёкся всемирной литературой, а в 14 лет начал самостоятельно учить русский язык, чтобы иметь возможность читать произведения русских писателей в оригинале. После трудного окончания средней школы сначала хотел уйти в монастырь, но в итоге отправился изучать классическую философию в Прагу. В Праге он учился с 1885 по 1888 годы, но не окончил обучение и не получил степень, проводя большую часть своего времени в кафе, однако увлёкся античностью и этимологией, но к концу обучения впал в меланхолию. В 1888 году вернулся в Брно к семье, находившейся в бедственном финансовом положении, поскольку его мать была вынуждена войти в большие долги. Васек, однако, не проявлял желания трудиться и только благодаря связям матери сумел получить место клерка земельного комитета. На этой должности он получал совсем мало денег и всё равно не помогал семье, тратя скудное жалование на сигареты и алкоголь; тогда же у него проявились первые признаки болезни лёгких, но в это же время он начинает писать свои первые короткие рассказы, один из которых был опубликован в 1889 году под псевдонимом Ратибор Сук. В том же году Вашек сумел получить работу на почте. В 1891 году он сдал экзамен на почтового клерка, что открывало перспективы увеличения жалования, и тогда же был назначен на работу в почтовое отделение в город Мистек.
В Мистеке Вашек работал в 1891 — 1893 годах. Поскольку городок был крошечным, то почтовый служащий автоматически принадлежал к местной «знати», у него было мало работы, но достаточное жалование. Эта должность вновь позволила Васеку вести достаточно беззаботный образ жизни, но, работая здесь, Вашек стал отмечать тяжёлую жизнь простых людей в моравской глуши. В 1892 году он познакомился с поэтом Петром Онджеем Болеславом, дружбу с которым пронёс через всю жизнь; псевдоним «Петр Безруч» для Вашека придумал тоже именно он. Болеслав был горячим силезским патриотом и сумел увлечь Вашека своими идеями: оба они стали писать стихотворения, в которых поднимали социальные проблемы окрестных деревень. Здесь Вашек впервые влюбился, и, как считается, именно в Мистеке произошла его трансформация в горячего сторонника защиты прав бедняков и было создано «ядро» будущих «Силезских песен». Несмотря на то, что сюжеты многих из них он действительно мог почерпнуть только здесь, последнее утверждение признаётся далеко не всеми литературоведами: некоторые из «песен» были написаны ещё до 1891 года, некоторые — значительно позже 1893. В 1893 году его друг Болеслав совершил самоубийство, и Вашек под влиянием этого события подал прошение о переводе в Брно, где для него нашлось место на почтовой станции. В 1894 году умерла его мать, и ему пришлось взять на себя заботу о младших братьях и сёстрах. В 1899 году Вашек впервые послал свои стихотворения в журнал Čas («Время»), подписавшись псевдонимом «Петр Безруч». В том же году состояние его здоровья ухудшилось, у него признали туберкулёз. Его произведения привлекли внимание критиков журнала и были высоко оценены, но все они, за исключением одного любовно-лирического, были почти сразу же запрещены к публикации австро-венгерской цензурой.

## Творчество
Основную часть его творческого наследия составляют короткие рассказы, а также стихотворения-песни из жизни чешской Силезии, откуда он сам был родом, впоследствии ставшие известными как «Силезские песни». Принадлежал к поколению так называемых «бунтовщиков-анархистов» (Anarchističtí buřiči). В своих стихах, уникальных по стилю для того времени, Безруч отстаивал социальные и национальные интересы силезцев. Его поэзия находилась под сильным влиянием символизма и чешского модернизма. Существует предположение, что автором большинства этих стихотворений является на самом деле не Безруч, а его друг Петр Онджей Болеслав, покончивший жизнь самоубийством. 
Васек начал активно публиковаться с 1904 года, послав в редакцию Čas сразу 74 стихотворения. В 1909 году началась публикация его «Силезских песен», которые в 1911 году были изданы в двух томах. В 1910 году Васек, уже сделавшись популярным, раскрыл общественности свою личность. В 1915 году, во время Первой мировой войны, в одном из чешских журналов были опубликованы стихи с подписью «П.Б.», в которых российский император назывался освободителем чехов от австрийской власти. Хотя Васек не был автором этих стихов, он был арестован и посажен в тюрьму в Вене. Одно время ему даже угрожали смертной казнью, но доказать его вину так не удалось; впрочем, его не освободили, переведя в 1916 году в тюрьму в Брно и предъявив новое обвинение, уже в связи с содержанием «Силезских песен». В конце концов в 1916 году его выпустили, однако судебные разбирательства продолжались вплоть до падения Австро-Венгрии в октябре 1918 года.
После 1918 года Васек пользовался большим почётом как «национальный» поэт Силезии, но несколько отошёл от литературной и общественной деятельности, стараясь поддерживать себя в хорошей физической форме и совершая, в частности, горные прогулки в Бескиды и купаясь голым зимой. В 1920-х годах, тем не менее, написал целый ряд фельетонов и несколько крупных прозаических произведений. Во время оккупации Чехословакии нацистами во время Второй мировой войны находился под надзором гестапо, но арестован не был. В 1945 году был удостоен звания народного деятеля искусств. Последние годы жизни провёл в городе Костелец-на-Хане, умер в больнице Оломоуца в возрасте 90 лет.

## Издания на русском языке
- Силезские песни. М., 1955
- Силезские песни. М., 1958